# Action Lab漫畫
Action Lab漫畫（英語：Action Lab Comics），又稱為Action Lab娛樂（英語：Action Lab Entertainment），是美國的一家漫畫書出版社，知名於發行一部名為《沒有王子》的全齡奇幻漫畫、以及許多其它風格的作品。該社亦聞名於發行許多數位漫畫，同時也是最先在免費漫畫日發行純數位版作品的出版社之一。